# Fanny Kaplanová
Fanny nebo též Fanja Kaplanová (rusky Фанни Каплан, rodným jménem Fejga Jefimovna Rojtmanová (Феига Ефимовна Ройтман) nebo též Fejga Chaimovna Rojtblatová (Фейга Хаимовна Ройтблат); 10. února 1890 Volyňská gubernie – 3. září 1918 Moskva) byla ruská revolucionářka, která údajně spáchala neúspěšný atentát na Vladimira Iljiče Lenina.

## Život

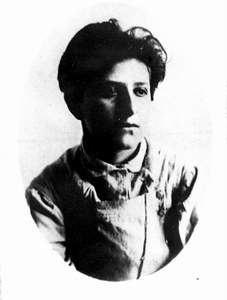
Kaplanová v roce 1906

Narodila se ve Volyňské gubernii carského Ruska (na území dnešní západní Ukrajiny) jako jedno z osmi dětí v chudé židovské rodině učitele v chederu Jefima Rojtmana (Ефим Ройтман) a jeho manželky Simy (Симы).

### Atentát na Suchomlinova a vězení
Vyrůstala a dospívala v bouřlivé době. Když jí bylo patnáct let, probíhaly v carském Rusku v roce 1905 revoluční nepokoje. V té době se stala anarchistkou a začala se pohybovat v revolučních kruzích, kde používala pseudonym Dora. V roce 1906 se v šestnácti letech podílela na přípravě atentátu na generálního gubernátora Vladimira Suchomlinova v Kyjevě. Celou akci organizoval její milenec Viktor Garsky (též známý jako Ja'akov Schmidman). Během příprav v hotelu Kupečeskaja v ulici Vološskaja 29 však došlo v důsledku neopatrného zacházení k výbuchu bomby, při němž zemřela pokojská. Kaplanová utrpěla mnohočetná poranění (ruky, nohy, hlavy) a částečnou ztrátu zraku, a když se pokusila o útěk, byla zadržena carskou policií. Jejímu milenci se podařilo uprchnout. Při zatčení předložila falešný cestovní pas na jméno Fejga Kaplanová (bylo to poprvé, co toto příjmení použila).

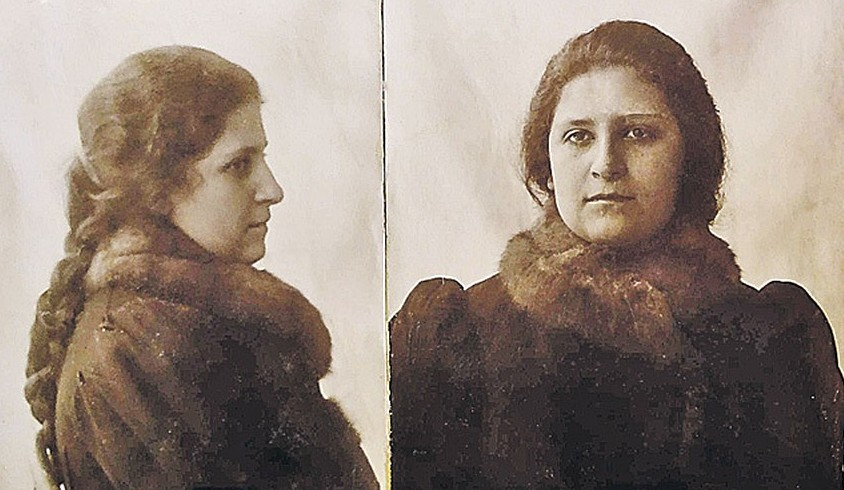
Kaplanová v roce 1907

Dne 5. ledna 1907 byla vojenským soudem v Kyjevě odsouzena k trestu smrti, který byl nakonec kvůli jejímu nízkému věku zmírněn na doživotní odnětí svobody a nucené práce. Do pracovního tábora (katorga) Akatuy na Sibiři u města Něrčinsk dorazila 22. dubna s pouty na rukou a nohou. V doprovodných dokumentech měla uvedeno riziko útěku. V září téhož roku byla převezena do Malcevské věznice. V roce 1909, v devatenácti letech, oslepla, a i když se jí zrak nakonec částečně vrátil, v pozdějších letech jej pravidelně ztrácela, někdy i na několik dní. V táborech zažívala tělesné tresty, při nichž dostávala výprask na holé tělo rákoskou.
Během svého věznění se seznámila s revolucionářkou a aktivistkou Marií Spiridonovovou, pod jejímž vlivem opustila anarchistické smýšlení a vstoupila do Strany socialistů-revolucionářů, jejíž příslušníci byli známí jako eseři. V roce 1911 její rodina emigrovala do Spojených států amerických. O dva roky později byl její trest zmírněn na dvacetileté odnětí svobody. V pracovních táborech nakonec zůstala až do 3. března 1917, kdy byla po jedenácti letech věznění spolu s ostatními politickými vězni propuštěna na amnestii po Únorové revoluci, během níž padla carská vláda. Pobyt ve vězení jí podlomil zdraví, trpěla silnými bolestmi hlavy a občasnou slepotou. Kvůli ztrátě zraku se naučila Braillovo slepecké písmo.

### Život na svobodě
V dubnu 1917 se vrátila do Moskvy, kde žila asi měsíc v domě v ulici Bolšaja Sadovaja, kde později žil spisovatel Michail Bulgakov. Prozatímní vláda mezitím otevřela sanatorium pro politické vězně v Jevpatoriji na Krymu, kam se v létě téhož roku odjela léčit. Seznámila se zde s doktorem Dmitrijem Uljanovem (bratrem V. I. Lenina), který jí doporučil podstoupit operaci na oční klinice v Charkově. Zákrok, který se uskutečnil v době Říjnové revoluce, se povedl a zrak se jí částečně zlepšil. Následně se vrátila na Krym, kde se léčila v Sevastopolu a vyučovala v kurzech pro zaměstnance železnice.
Po Říjnové revoluci došlo mezi socialistickými revolucionáři a bolševickou stranou k vážným politickým rozepřím. Bolševici ovládli sověty, avšak ve volbách do Všeruského ústavodárného shromáždění v listopadu 1917 utrpěli porážku a předsedou byl v lednu 1918 zvolen zástupce socialistických revolucionářů Viktor Michajlovič Černov. Bolševici nechali následně ústavodárné shromáždění po jeho prvním zasedání 5. ledna 1918 rozpustit a v průběhu roku 1918 zakázali všechny ostatní politické strany. Vedlejší obětí byl i car Mikuláš II. se svou rodinou. V té době se Kaplanová rozhodla Lenina zavraždit, neboť jej považovala za „zrádce revoluce“, který brzdí myšlenku socialismu.

### Atentát na Lenina

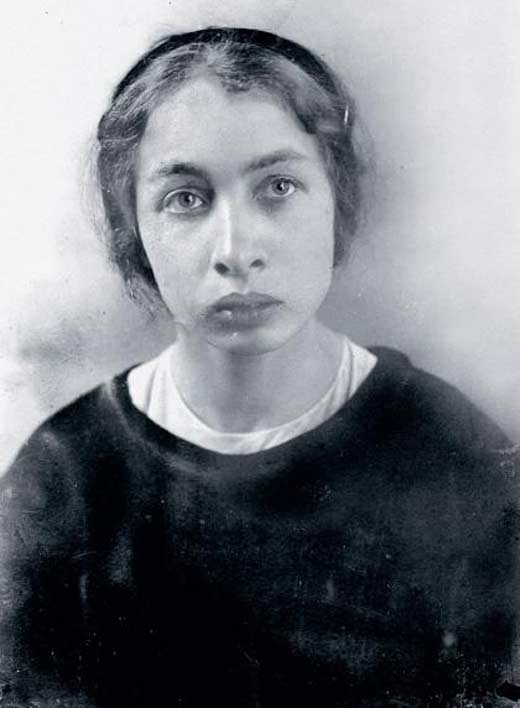
Kaplanová na fotografii pořízené před r. 1918

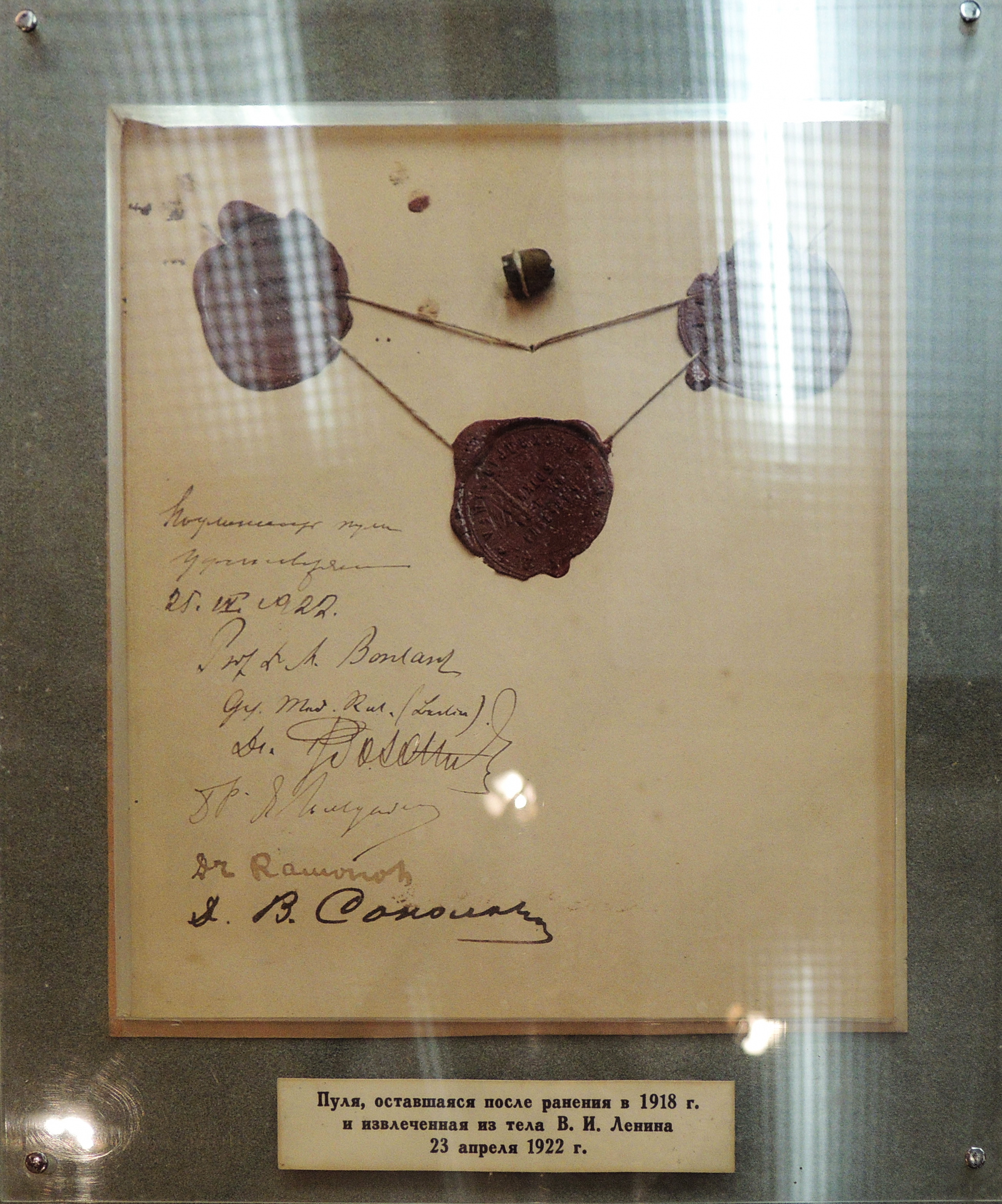
Jedna z kulek, kterou byl Lenin zasažen

Existuje množství popisů atentátu na Lenina a následného zatčení Kaplanové, které se však vzájemně rozcházejí. Lenin 30. srpna 1918 hovořil v Michelsonově závodě na výrobu zbraní na jihu Moskvy v ulici Bolšaja Serpuchovskaja, jak je nutné bojovat proti československým legionářům. Po shromáždění vycházel ven a zamířil ke svému automobilu. Kaplanová na něj zavolala, a když se k ní otočil, třikrát na něj vystřelila z pistole Browning. Zatímco první střela proletěla skrze jeho kabát a minula ho, další dvě jej zasáhly. Jedna z nich ho zasáhla do ramene a druhá mu pronikla krkem, částí levé plíce a zastavila se o jeho klíční kost. Střelná zbraň nebyla nikdy nalezena.
Bezprostředně poté byl odvezen do Kremlu. Obával se dalšího pokusu o atentát a proto odmítl převoz do nemocnice a lékaři museli za ním. Mimo nemocniční zařízení však nebyli schopni střely z jeho těla vyjmout. Navzdory utrpěným zraněním přežil a brzy se uzdravil. Následky zranění však trpěl téměř 5 let, až do konce života. Existují fámy, že použité náboje byly otrávené.

### Zatčení, vyšetřování a poprava
Kaplanovou poblíž atentátu zatknul zástupce vojenského komisaře 5. moskevské sovětské pěší divize S. N. Batulin, který podal následující výpověď:
| „               | Když jsem se blížil k autu, ve kterém měl soudruh Lenin odjet, slyšel jsem tři ostré zvuky, které jsem interpretoval nikoli jako výstřely, ale jako obyčejné zvuky motoru. Po těchto zvucích jsem viděl, jak se dav lidí, který předtím pokojně stál u auta, nyní rozběhl různými směry, a viděl jsem soudruha Lenina, jak leží za autem nehybně tváří k zemi. Pochopil jsem, že došlo k pokusu o atentát na soudruha Lenina. Neviděl jsem osobu, která na soudruha Lenina vystřelila. Neztratil jsem hlavu a křičel: „chyťte vraha soudruha Lenina“ – s tímto výkřikem jsem vyběhl do ulice Serphuchovskaja, kde lidé, kteří vystrašení výstřely a celkovým zmatkem pobíhali různými směry, ať už sami nebo ve skupinách. (…) V Serpuchovské ulici (…) jsem za mnou, vedle stromu viděl ženu držící aktovku a deštník, jejíž podivný vzhled upoutal mou pozornost. Měla vzhled osoby, která byla pronásledována; vypadala vystresovaná a vyděšená. Zeptal jsem se této ženy, proč je tady. Odpověděla: „Proč to potřebujete vědět?“. Pak jsem jí prohledal její kapsy, vzal jí kufřík a deštník a řekl jí, aby mě následovala. (…) V Serpuchovské ulici tuto ženu někdo z davu poznal jako osobu, která vystřelila na soudruha Lenina. Poté jsem se jí znovu zeptal: „Zastřelila jste soudruha Lenina?“. Odpověděla kladně a odmítla uvést, na čí rozkaz střílela. (…) Ve vojenském komisariátu Zamoskvoreckého okresu tato žena, kterou jsem zatkl, uvedla, že se jmenuje Kaplanová, a přiznala se, že se pokusila zavraždit soudruha Lenina. | “ |
| — S. N. Batulin | |   |

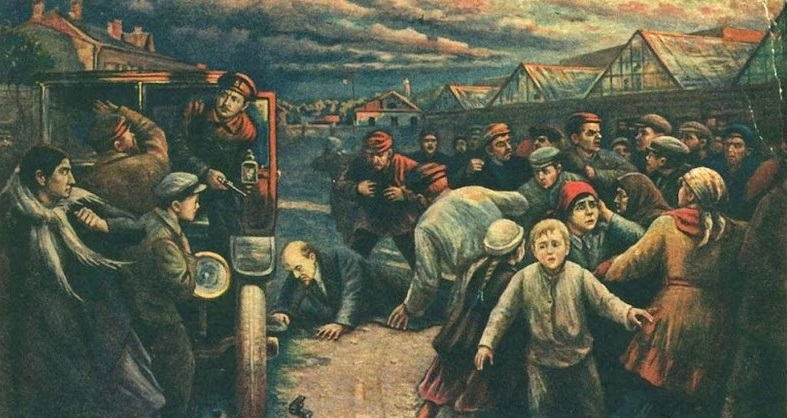
Atentát na Lenina, zachycený obrazem Vladimira Nikolajeviče Pčelina z roku 1927

Leninův řidič, ani nikdo z vyslýchaných svědků neviděl střelkyni tváří v tvář ani nebyl schopný ji identifikovat. Existovaly proti ní pouze nepřímé důkazy a výpovědi svědků se významně rozcházely. Různil se popis střelkyně (žena s kloboukem i bez klobouku, s krátkým kabátem i podzimním kabátem), informace o tom, kdy dorazila do Michelsonova závodu (několik minut po projevu ale i před projevem).
Následně byla vyslýchána tajnou policií Čeka. Vyšetřování prováděl Jakov Jurovskij a byla při něm údajně mučena a při výslechu se přiznala. Na Lenina podle svého prohlášení vystřelila proto, že uzavřel Brestlitevský mír a zradil revoluci. Při výslechu dále prohlásila:
| „ | Jmenuji se Fanja Kaplanová. Dnes jsem vystřelila po Leninovi a udělala jsem to sama. Neřeknu, od koho mám revolver. Neposkytnu žádné podrobnosti. Rozhodla jsem se, že ho zabiju už před dlouhou dobou. Považuji ho za zrádce revoluce. Byla jsem v exilu pro účast na pokusu o atentát na carského představitele v Kyjevě. Jedenáct let jsem strávila těžkou prací. Po revoluci jsem byla propuštěna. Podporovala jsem ústavodárné shromáždění a stále jej podporuji. | “ |

Když bylo zjevné, že Kaplanová nikoho neprozradí (popřela jakýkoliv vztah se Stranou socialistů-revolucionářů a strana s ní), byla 3. září 1918 bez soudního procesu ve věku 28 let popravena střelou zezadu do hlavy v Alexandrovské zahradě v Moskvě. Popravu provedl příslušník Baltské flotily Pavel Malkov na rozkaz Jakova Sverdlova, odpovědného za zavraždění carské rodiny, který nařídil, aby byly pozůstatky Kaplanové beze stop zničeny. Kaplanová byla popravena vedle nastartovaného auta, jehož motor měl tlumit výstřel. Její tělo bylo následně vloženo do sudu, polito benzínem a zapáleno. Malkov později ke své roli na popravě prohlásil: „Poprava lidské bytosti, tím spíše ženy, nebyla snadná. Byla to těžká, velmi těžká odpovědnost. Nikdy mi však nebylo nařízeno vykonat spravedlivější trest, než byl tento.“. Jediným svědkem popravy byl proletářský básník Děmjan Bědnyj.
Podle amerického historika Richarda Stitese byla první revolucionářkou popravenou bolševiky. Existuje také nepodložená teorie, podle níž Kaplanovou nepopravili a byla spatřena po skončení druhé světové války v pracovním táboře, kde pracovala jako knihovnice.
Na její popravu reagovala Leninova manželka Naděžda Krupská slovy „Revolucionářka popravená v revoluční zemi? Nikdy!“. Ta ještě před jejím vykonáním doufala, že její manžel udělí Kaplanové milost.

## Vina

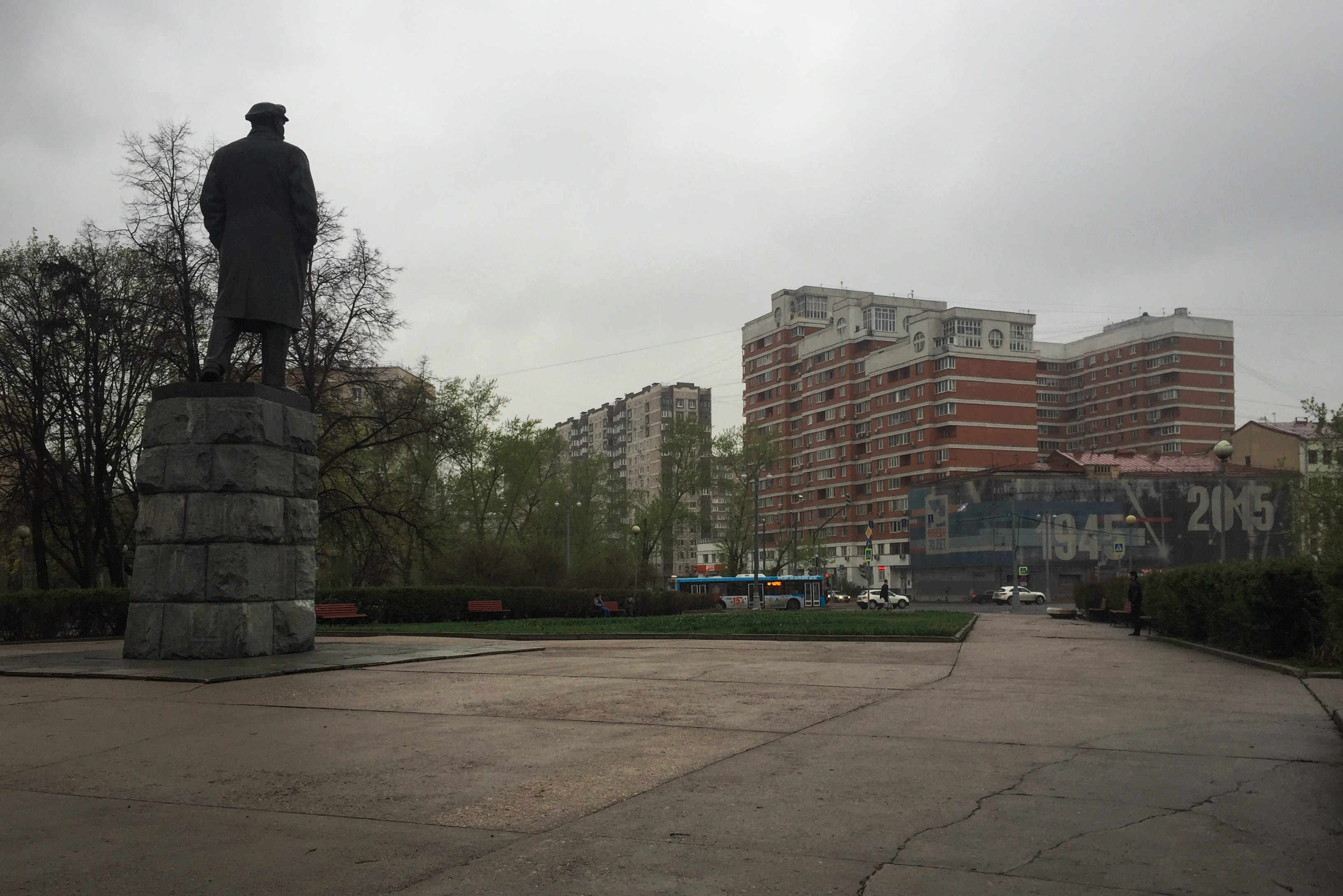
Leninův pomník u místa, kde na něj Kaplanová spáchala atentát. Přesné místo se nachází asi 50 metrů od památníků a je označeno

Někteří historici (např. Arkadij Vaksberg, Jurij Felštinskij, Donald Rayfield nebo Václav Veber) zpochybňují oficiální verzi informací o atentátu a roli, kterou při něm Kaplanová sehrála. Mezi hlavní argumenty zpochybňující roli Kaplanové je její částečná slepota (z čehož plynou pochybnosti o třech zásazích z poměrně velké vzdálenosti) a rozdíly mezi oficiální verzí a úředními dokumenty, vzniklými později.
Existuje například teorie, podle níž nebyl Lenin vůbec zraněn a atentát byl zinscenovaný, aby se bolševici zbavili nepohodlné osoby (a záminka, aby mohl být rozpoután tzv. rudý teror). Podle americko-ruského historika Felštinského byl atentát spáchán v rámci mocenského boje a v důsledku nesouhlasu s Brestlitevským mírem a zorganizovali jej Džeržinský se Sverdlovem. Historik Vaksberg uvádí, že atentát spáchala eserka Lidija Konopljovová.

### Obnovené vyšetřování
Kancelář Generálního prokurátora Ruské federace rozhodla 19. června 1992 o znovuotevření případu atentátu na Lenina. Její představitel J. I. Sedov k tomuto uvedl: „Materiály k případu ukazují, že vyšetřování bylo vedeno povrchně. Nebyly provedeny žádné forenzní ani balistické testy, svědci a oběti nebyli vyslýcháni, nebyly provedeny jiné vyšetřovací postupy nezbytné pro úplné a objektivní vyšetřování okolností trestného činu. Prokurátor se proto podle článků 384 a 386 trestního zákona RSFSR rozhodl zahájit řízení na základě nově objevených důkazů.“

## Dopad
Již počátkem srpna 1918, tedy ještě před pokusem o atentát na Lenina, nařídili Lenin a velitel Čeky Felix Dzeržinskij oblastním sovětům podniknout nezbytná opatření za účelem zabránění povstání. To bylo návazně upřesněno rozkazem zřídit koncentrační tábory pro pravicové i levicové odpůrce režimu. Vražda velitele petrohradské Čeky Mojseje Urického a pokus o atentát na Lenina vedly k rozpoutání tzv. rudého teroru. Už několik hodin po atentátu na Lenina začali příslušníci Čeky střílet odpůrce režimu. Podle odhadů bylo během podzimu 1918 zastřelením, oběšením nebo utopením zavražděno přibližně 10 až 15 tisíc osob. Výrazně vzrostl rovněž počet osob vězněných v koncentračních táborech, a to z 16 tisíc v létě 1918 na 70 tisíc o rok později.

## Památka
Pro sovětskou propagandu představovala vždy zrůdu a netvora. Ani po pádu socialismu nebyla nikdy plně rehabilitována. 1. dubna 2002 byl odhalen v Moskvě bronzový památník (ulice 1. Ščipkovskij pereulok), autorem je slavný ruský sochař Alexandr Frolov.

### V umění
Atentát na Lenina byl v roce 1983 zařazen do britského televizního seriálu Reilly, Ace of Spies. Postava Kaplanové se objevuje (či jí jsou přímo věnovány) v divadelních hrách Fanny Kaplan od Venědikta Jerofejeva a Kill me, o my beloved! od Eleny Isaevy nebo knize Europe Central od amerického spisovatele Williama T. Vollmana. V roce 2016 natočila ukrajinská režisérka Alena Demjanenko film Moya babusya Fani Kaplan, v němž Kaplanovou ztvárnila herečka Kateryna Molchanova.